# 이재우 (1945년)
이재우(李在宇, 1945년 3월 25일 - )는 1990년에서 1991년까지 KBO 리그 OB 베어스를 맡은 감독이었다. 부산공업고등학교와 경희대학교를 나왔다.
한편,  1970년 실업야구 역사상 최초의 3연타석 홈런을 기록했으며 1972년 미국으로 건너갔고 1990년 OB 베어스 코치로 부임했으며 한때 롯데 자이언츠와 입단 접촉하기도 했는데 이광환 감독이 같은 해 성적부진으로 도중하차하자 감독대행으로 부임했고 1991년 정식 감독을 맡았다.
하지만, 정식 감독 첫 해인 1991년 초반에 잠깐 1위를 했으나 중반의 11연패 뿐 아니라 장호연의 연봉 재계약 문제-부상 등으로 투수진이 원활하게 돌아가지 못했으며 급기야 팀내 좌완 투수이자 에이스이기도 한 구동우를 선발-중간-마무리 가리지 않고 투입시켜 최하위로 처지자 결국 그 해 7월 중도 사임했으며 이후 야구계를 떠나 미국에서 세탁소를 운영했다.
아울러, KBS 2TV 어린이 드라마 우리 아빠 홈런에서 드라마 속의 오대양팀 감독으로 직접 출연했으며 이 작품에는 박철순이 현업 연기자로 등록하는 등 OB 구단이 전폭적인 지원을 해주기도 했다.
| 전임 이광환 | 제4대 OB 베어스 감독 1990. 10. 17 - 1991 | 후임 윤동균 |

1. ↑  “大統領杯(대통령배) 高校(고교)야구 光州一高(광주일고),26年(연)만에 霸權(패권)”. 동아일보. 1975년 5월 15일. 2019년 12월 11일에 확인함.
2. ↑  “곰 在美(재미) 李載雨(이재우)씨와 코치계약”. 동아일보. 1989년 11월 17일. 2019년 12월 11일에 확인함.
3. ↑  “OB 李廣煥(이광환)감독 퇴진 李載雨(이재우)코치가 대행”. 동아일보. 1990년 6월 19일. 2019년 12월 11일에 확인함.
4. ↑  정의길 (1991년 4월 4일). “91프로야구 카운트다운 （중） 하위 4팀 싸움에 쌍방울 최대변수”. 한겨레신문. 2019년 12월 11일에 확인함.
5. ↑  권오중 (1990년 10월 24일). “새어린이프로 「짱구…」방송”. 중부매일. 2020년 8월 17일에 확인함.[깨진 링크(과거 내용 찾기)]